# Gioielli della Corona boema

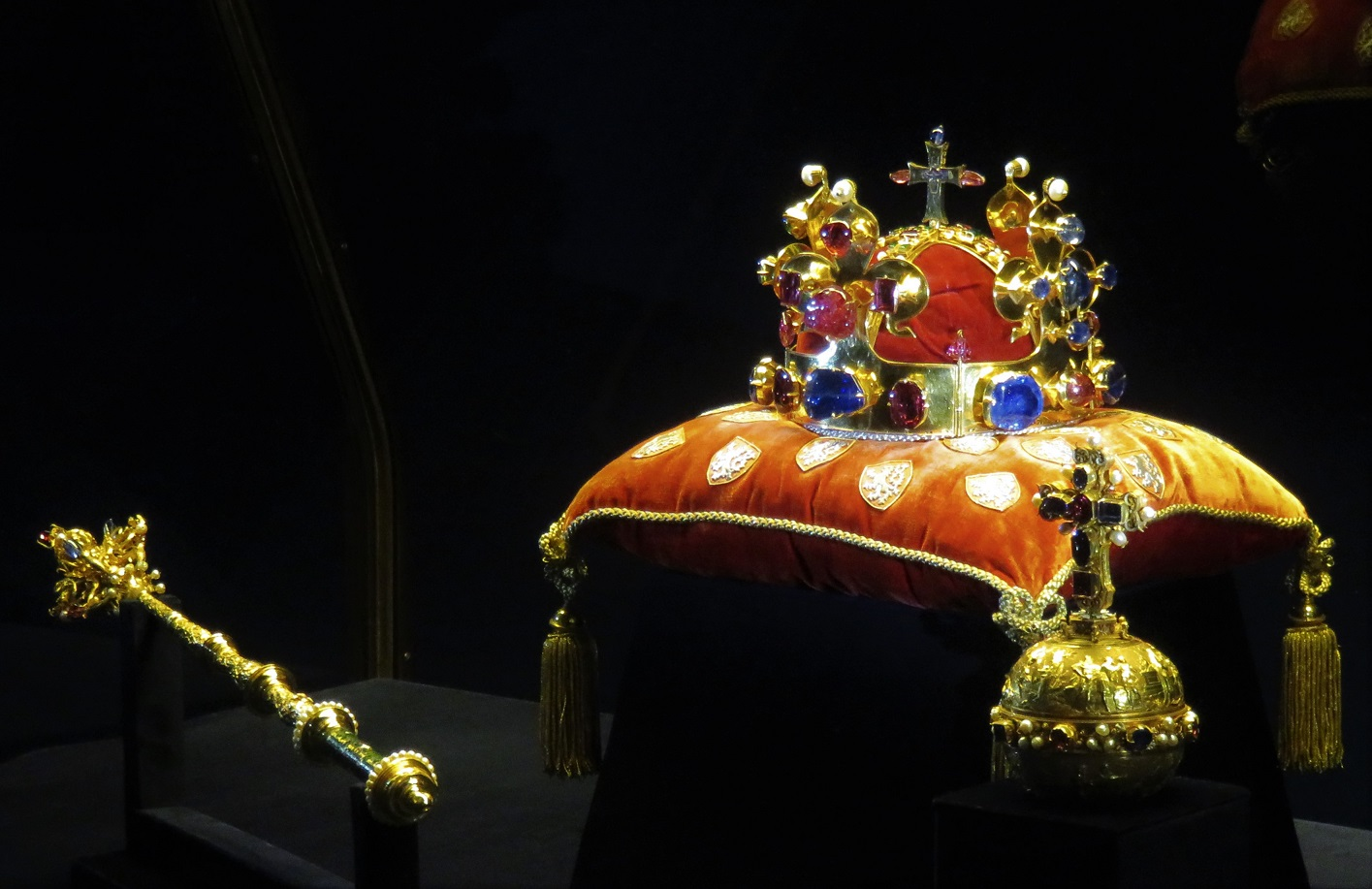
Gioielli della Corona boema

I gioielli della Corona boema sono l'insieme dei gioielli di proprietà dell'ormai scomparso Regno di Boemia che comprendeva principalmente l'area dell'attuale Repubblica Ceca.
Tra i gioielli facenti parte di questa collezione, il più importante è indubbiamente la Corona di San Venceslao (Svatováclavská koruna), il globo reale e lo scettro reale, oltre ai vestiti dell'incoronazione dei re boemi, il reliquiario d'oro della croce e la spada di San Venceslao.

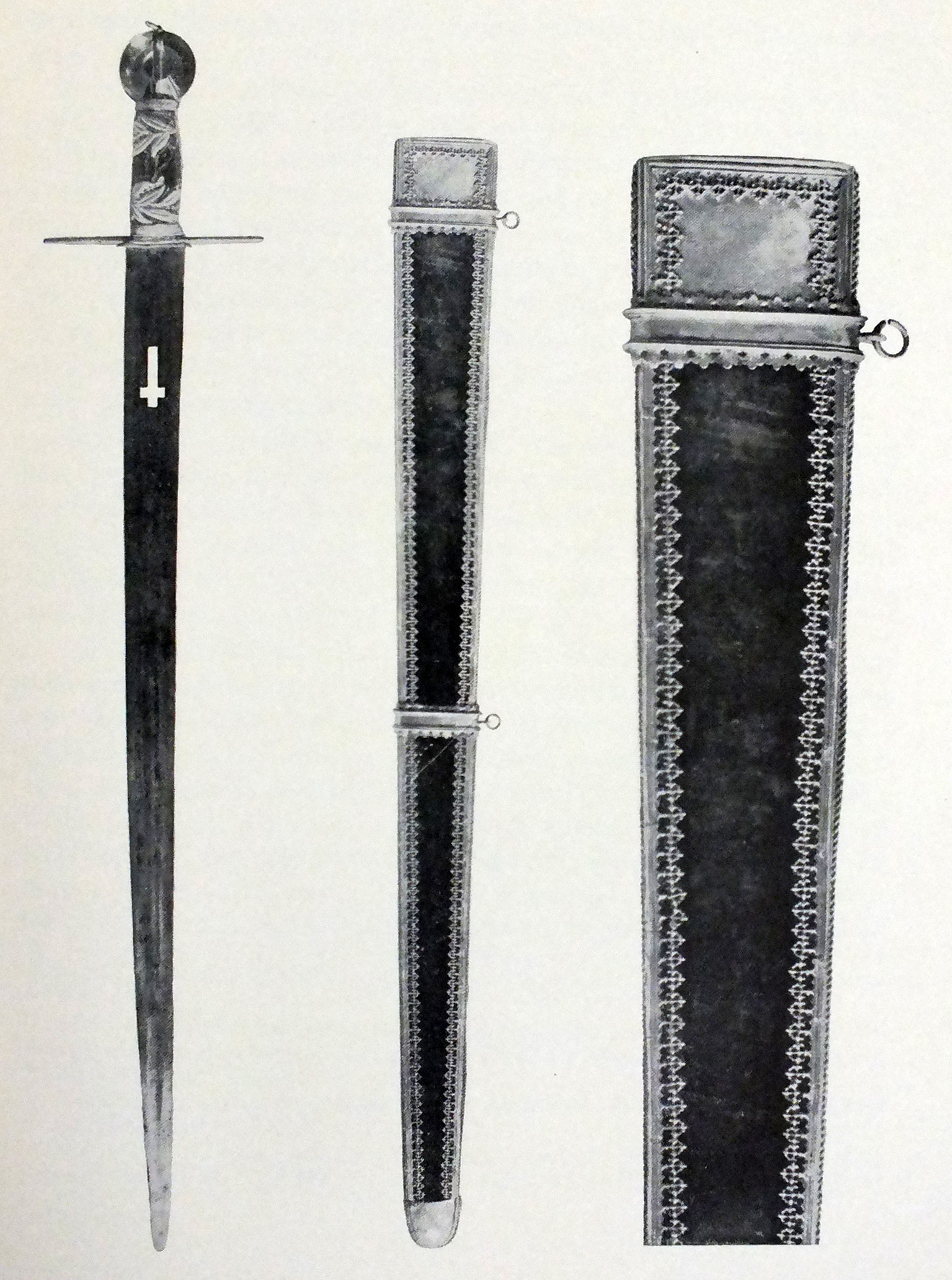
La Spada di san Venceslao

La corona nazionale deve il suo nome al santo patrono della Boemia, il duca Venceslao I della dinastia dei Přemislidi. La corona ha un disegno inusuale, con gigli verticali sul fronte e sul retro e con grandi pietre preziose che spostano il peso del regale copricapo a 2,475 kilogrammi. Essa venne creata per il re Carlo IV nel 1346 e sin dal 1867 essa viene conservata nella Cattedrale di San Vito presso il Castello di Praga. 
Lo scettro misura 67 cm e pesa 1013 grammi; è decorato con quattro zaffiri, cinque spinelli e 62 perle in tutto. Il globo reale pesa 780 grammi ed è alto 22 cm; presenta delle scene in rilievo con tratti della vita di Adamo e del re David. Entrambi vennero commissionati da Ferdinando I d'Asburgo e realizzati dall'orafo Hans Haller tra il 1533 ed il 1534.
Dopo il crollo della monarchia asburgica che regnava sul regno di Boemia nel 1918, i gioielli della corona boema terminarono la loro funzione originaria, ma rimasero come simbolo nazionale di indipendenza e di antica storia.